# Équinoxe (film, 1991)
Pour les articles homonymes, voir Équinoxe (homonymie).
Pour plus de détails, voir Fiche technique et Distribution.
Équinoxe (Ισημερία (Isimeria)) est un film grec réalisé par Níkos Kornílios et sorti en 1991.
Le film fut un des plus cuisants échecs du cinéma grec, avec seulement 500 spectateurs (en comptant ceux des projections au festival du cinéma grec de Thessalonique).

## Synopsis
Cinq personnes : un archéologue français, un archéologue grec, la fille de ce dernier, un ami de celle-ci et un vieux professeur se croisent sur un chantier de fouilles au moment de l'équinoxe d'automne. Ils jouent au jeu de l'amour et du hasard au milieu des ruines antiques, comme s'ils jouaient à cache-cache avec eux-mêmes.

## Fiche technique
- Titre : Équinoxe
- Titre original : Ισημερία (Isimeria)
- Réalisation : Níkos Kornílios
- Scénario : Níkos Kornílios
- Direction artistique : Antonis Daglidis
- Décors :
- Costumes : Ariadni Papaatheofanous
- Photographie : Andreas Sinanos
- Son : Marinos Athanasopoulos
- Montage : Takis Yannopoulos
- Musique : Níkos Kornílios
- Production :
- Société(s) de production : Centre du cinéma grec, ERT, Níkos Kornílios, Trois Lumières Productions (France), Antea (Italie)
- Pays d'origine :  Grèce
- Langue : grec
- Format :  Couleurs - 35 mm - 1:1.66
- Genre : Drame
- Durée : 105 minutes
- Dates de sortie : Festival du cinéma grec 1991 (Thessalonique)

## Distribution
- André Wilms
- Vassilis Diamantopoulos (en)
- Antigone Amanitou
- Vicky Volioti
- Nikitas Tsakiroglou (el)
- Giorgos Ninios (en)
- Arto Apartian

## Récompenses
- Festival du cinéma grec 1991 : meilleur acteur dans un second rôle, meilleure photographie, meilleurs décors, meilleurs costumes